# 20 септември
20 септември е 263-тият ден в годината според григорианския календар (264-ти през високосна). Остават 102 дни до края на годината.

## Събития
- 622 г. – Мохамед и негови последователи се преселват от Мека в Медина, което е начало на арабското летоброене.
- 1378 г. – С избирането за Климент VII за алтернативен папа се слага началото на разкол в католическата църква, известен като Великата схизма (папската схизма), резултат от преместването на папството от Авиньон в Рим.
- 1444 г. – Армия от кръстоносци навлиза в българските територии, като преминава река Дунав при Оршова.
- 1519 г. – Португалецът Фернандо Магелан потегля от Испания на околосветско пътешествие, завършило през 1522 г. и установило кълбовидната форма на Земята и единството на Световния океан.
- 1854 г. – Кримската война: В Битката при Алма френско-британските сили побеждават руската армия и откриват пътя за завладяване на Севастопол.
- 1870 г. – Италианският военен корпус Берсалиери влиза в Рим през Порта Пиа и завършва обединението на Италия.
- 1891 г. – В Спрингфийлд (Масачузетс), САЩ, е представен първият автомобил с бензинов двигател.
- 1916 г. – Издигната е кандидатурата на Иван Вазов за Нобелова награда за литература за 1917 г.
- 1918 г. – България в Първата световна война: Българското правителство приема австро-унгарското предложение от 14 септември за общо примирие.
- 1920 г. – По подобие на Френския чуждестранен легион е формиран Испански легион.
- 1942 г. – Холокост: В рамките на два дни германски части на СС избиват в западното украинско градче Летичев около 3000 евреи.
- 1949 г. – Съставено е първото правителство на Федерална република Германия.
- 1956 г. – Народна република България установява дипломатически отношения с Индонезия.
- 1979 г. – С държавен преврат е свален Жан-Бедел Бокаса – диктатор на Централноафриканската република, обявил се за император.
- 1984 г. – Посолството на САЩ в Бейрут е атакувано от терорист самоубиец, при което загиват 22 души, а десетки са ранени.
- 1990 г. – Южна Осетия се обявява за независима от Грузия държава.
- 2003 г. – В Латвия е проведен референдум, за да се реши дали страната да се присъедини към Европейския съюз.
- 2008 г. – Самосвал с експлозиви избухва пред хотел „Мариот“ в Исламабад, Пакистан, като убива 54 души и ранява 266 други.

## Родени
- 1227 г. – Николай IV, римски папа († 1292 г.)
- 1778 г. – Фадей Белинсхаузен, руски мореплавател († 1852 г.)
- 1833 г. – Ернесто Теодоро Монета, италиански журналист и пацифист, Нобелов лауреат през 1907 г. († 1918 г.)
- 1839 г. – Олга Фьодоровна, велика руска княгиня († 1891 г.)
- 1842 г. – Джеймс Дюар, британски физик и химик († 1923 г.)
- 1849 г. – Джордж Бърд Гринел, американски естествоизпитател († 1938 г.)
- 1853 г. – Рама V, крал на Тайланд († 1910 г.)
- 1859 г. – Никола Начов, български писател и учен († 1940 г.)
- 1862 г. – Арнолдо Дзоки, италиански скулптор († 1940 г.)
- 1865 г. – Любор Нидерле, чешки археолог († 1944 г.)
- 1875 г. – Матиас Ерцбергер, германски политик († 1921 г.)
- 1878 г. – Ъптон Синклер, американски писател († 1968 г.)
- 1879 г. – Виктор Шьострьом, шведски режисьор и актьор († 1960 г.)
- 1886 г. – Чарлз Уолтър Стансби Уилямс, британски писател († 1945 г.)
- 1890 г. – Лазар Парашкеванов, български архитект († 1977 г.)
- 1896 г. – Фридрих Земиш, германски шахматист († 1975 г.)
- 1903 г. – Йозеф Брайтбах, германски писател († 1980 г.)
- 1907 г. – Ненко Балкански, български художник († 1977 г.)
- 1908 г. – Александър Мичерлих, германски психолог († 1982 г.)
- 1908 г. – Иван Гулев, деец на БРП († 1967 г.)
- 1914 г. – Магда Колчакова, българска драматична и филмова актриса († 1982 г.)
- 1917 г. – Фернандо Рей, испански актьор († 1994 г.)
- 1920 г. – Ханс Цибулка, германски поет и белетрист († 2004 г.)
- 1923 г. – Стефан Божков, български футболист и треньор († 2014 г.)
- 1930 г. – Адолф Ендлер, германски поет († 2009 г.)
- 1932 г. – Марин Върбанов, български художник – художествен текстил († 1989 г.)
- 1934 г. – София Лорен, италианска актриса
- 1935 г. – Кейт Робъртс, британска писателка († 2000 г.)
- 1947 г. – Мия Мартини, италианска певица († 1995 г.)
- 1948 г. – Джордж Р. Р. Мартин, американски писател
- 1949 г. – Сабин Азема, френска киноактриса
- 1950 г. – Лоредана Берте, италианска певица
- 1955 г. – Гриша Трифонов, български поет и бард († 2015 г.)
- 1956 г. – Гари Коул, американски актьор
- 1958 г. – Валентин Райчев, български борец
- 1965 г. – Робърт Ръслър, американски актьор
- 1971 г. – Хенрик Ларсон, шведски футболист
- 1972 г. – Адриана Брънчева, български политик
- 1975 г. – Деян Максич, сръбски футболист
- 1975 г. – Хуан Пабло Монтоя, колумбийски пилот от Формула 1
- 1978 г. – Сарит Хадад, израелска певица
- 1980 г. – Юдит Шалански, германска писателка
- 1982 г. – Матия Матко, хърватски футболист
- 1984 г. – Бриан Жубер, френски състезател по фигурно пързаляне
- 1988 г. – Аяно Омото (Ночи), японска певица и танцьорка, член на групата Парфюм
- 1989 г. – Ралица Паскалева, българска актриса

## Починали
- 1460 г. – Жил Беншоа, фламандски композитор (* 1400 г.)
- 1586 г. – Чидиок Тикборн, английски поет и конспиратор (* 1558 г.)
- 1863 г. – Якоб Грим, германски филолог и фолклорист, един от братята Грим (* 1785 г.)
- 1898 г. – Теодор Фонтане, германски писател (* 1819 г.)
- 1941 г. – Михаил Кирпонос, съветски офицер (* 1892 г.)
- 1957 г. – Ян Сибелиус, финландски композитор (* 1865 г.)
- 1971 г. – Георгиос Сеферис, гръцки писател, Нобелов лауреат (* 1900 г.)
- 1975 г. – Сен-Джон Перс, френски поет, Нобелов лауреат (* 1887 г.)
- 1996 г. – Пал Ердьош, унгарски математик (* 1913 г.)
- 1998 г. – Атанас Маргаритов, български диригент (* 1912 г.)
- 1999 г. – Раиса Горбачова, съпруга на Михаил Горбачов (* 1932 г.)
- 2000 г. – Герман Титов, съветски космонавт (* 1935 г.)
- 2000 г. – Станислав Стратиев, български писател и драматург (* 1941 г.)
- 2005 г. – Симон Визентал, „Ловецът на нацисти“ (* 1908 г.)
- 2006 г. – Свен Нюквист, шведски кинооператор (* 1922 г.)

## Празници
- Тайланд – Национален ден на младежта